# Airole
Airole (en ligur Airöe , en el dialecte local Aireur) és un comune italià, situat a la regió de la Ligúria i a la província d'Imperia. El 2011 tenia 458 habitants.

## Geografia
Situat a la val Roia l'interior de la província d'Imperia, a prop de les riba del riu Ròia, a uns 10 km de la costa. Es troba a uns 55 km de la capital. Té una superfície de 14,63 km² i la frazione de Collabassa. Limita amb les comunes de Brelh de Ròia (Alps Marítims), Dolceacqua, Olivetta San Michele i Ventimiglia.